# Buenas noches, y buena suerte
Buenas noches, y buena suerte es una película dramática estadounidense dirigida en 2005 por George Clooney, a partir de un guion propio y de Grant Heslov. Es la segunda realización cinematográfica de Clooney como director tras Confesiones de una mente peligrosa. 
Ambientada en Estados Unidos durante los años 50, en los comienzos del periodismo televisivo, la película narra el conflicto históricamente cierto entre el periodista Edward R. Murrow, presentador de la CBS, y el senador Joseph McCarthy, basándose en la medida de lo posible en datos reales, escritos y orales. El título hace referencia a la frase que Murrow utilizaba para despedir sus programas.
El largometraje pertenece a los estudios Warner Independent Pictures, tiene una hora y media de duración y se estrenó el 1 de septiembre de 2005 en el Festival de Venecia y el 14 de octubre de 2005 en los Estados Unidos. Tuvo seis nominaciones a los Óscars, otras seis a los Premios BAFTA y cuatro a los Globos de Oro.

## Argumento
Good Night, and Good Luck tiene lugar en 1953 durante los primeros tiempos del periodismo televisivo de difusión. Edward R. Murrow (David Strathairn) y su dedicado personal —encabezado por su coproductor Fred Friendly (el propio George Clooney) y el periodista Joseph Wershba (Robert Downey Jr.) en la sala de noticias de la CBS— desafían las presiones corporativas, los patrocinios y las tácticas utilizadas como descrédito por Joseph McCarthy durante su cruzada para acabar con presuntos elementos comunistas en el gobierno.
Murrow defiende, en primer lugar, a Milo Radulovich, quien se enfrenta a su salida de las Fuerzas Aéreas de los Estados Unidos a causa de las ideas políticas de su hermana y al hecho de que su padre esté suscrito a un periódico serbio. Murrow hace un show en el que ataca a McCarthy. La respuesta de McCarthy acusando a Murrow de ser comunista desencadenan una lucha pública. Concretamente, Murrow es acusado de haber sido miembro del sindicato de izquierdas Sindicato de Trabajadores Industriales, lo cual Murrow afirmaba que era falso.
En este clima de miedo y represalia, el equipo de la CBS continúa su trabajo y gracias a su tenacidad consigue asestar en última instancia un golpe histórico contra McCarthy. 
Existe material histórico que muestra también cómo se cuestiona a Annie Lee Moss —una trabajadora de comunicación del Pentágono— y cómo se la acusa de ser comunista, basándose en que su nombre aparece en una lista del Partido Comunista de los Estados Unidos que había sido vista por un infiltrado del FBI. El largometraje incluye a Joseph y Shirley Wershba (Patricia Clarkson), miembros del equipo y recién casados, que se ven forzados a ocultar su matrimonio para salvar sus puestos de trabajo en la CBS, así como el suicidio de Don Hollenbeck (Ray Wise) que había sido acusado de ser comunista.
La película se enmarca en el discurso pronunciado por Murrow a la Asociación de Directores de Radio y Noticias de Televisión en 1958, en el que Murrow amonesta severamente a su audiencia, impeliéndoles a no desperdiciar el potencial de la televisión para informar y educar al público.

## Premios
78.ª edición de los Premios Óscar
| Categoría                 | Candidatos                   | Resultado  | Ganador                               |
| ------------------------- | ---------------------------- | ---------- | ------------------------------------- |
| Mejor Película            | Mejor Película               | Candidata  | Crash                                 |
| Mejor Director            | George Clooney               | Candidato  | Ang Lee por Brokeback Mountain        |
| Mejor Actor               | David Strathairn             | Candidato  | Philip Seymour Hoffman por Capote     |
| Mejor Guion Original      | George Clooney Grant Heslov  | Candidatos | Paul Haggis y Bobby Moresco por Crash |
| Mejor Fotografía          | Robert Elswit                | Candidato  | Memoirs of a Geisha                   |
| Mejor Dirección Artística | James D. Bissell Jan Pascale | Candidatos | Memoirs of a Geisha                   |

63.ª edición de los Premios Globo de Oro
| Categoría                                 | Candidatos                  | Resultado  |
| ----------------------------------------- | --------------------------- | ---------- |
| Globo de Oro a la mejor película de drama | George Clooney              | Candidata  |
| Globo de Oro al mejor director            | George Clooney              | Candidato  |
| Globo de Oro al mejor actor - Drama       | David Strathairn            | Candidato  |
| Globo de Oro al mejor guion               | George Clooney Grant Heslov | Candidatos |

51.ª edición de los Premios Sant Jordi
| Categoría                 | Resultado |
| ------------------------- | --------- |
| Mejor película extranjera | Ganadora  |